# Реэк, Николай
Никола́й Ре́эк (эст. Nikolai Reek, до 1903 года Базыков; 1 февраля 1890, Ревель, Эстляндская губерния, Российская империя — 8 мая 1942, Соликамск, Молотовская область, РСФСР, СССР) — эстонский военный деятель, генерал-лейтенант (1938). В 1927—1928 — министр обороны, в 1939—1940 — военный министр Эстонии.

## Семья
Родился в семье ревельского горожанина Николая Базыкова, по национальности русский. Родители умерли, когда Николай был ещё ребенком. Его усыновил рабочий железнодорожного депо в Тапа Алексей Реэк (Aleksei Reek), который был родом из деревни Муи, расположенной на острове Эзель, и Николай получил фамилию отчима — Реэк.

## Образование
Начальное образование Николай получил в Тапаской железнодорожной школе. Затем учился в Таллинской Екатерининской II городской школе, Таллинской Александровской гимназии, в 1907–1910 годах — в Чугуевском военном училище, в 1913–1914 и 1917 годах — в Николаевской военной академии в Санкт-Петербурге, в 1916 году — обучался в Киевской школы лётчиков-наблюдателей, в 1923–1925 годах — во Французском высшем военном училище и в 1930–1931 годах — на медицинском факультете Тартуского университета (не окончил).

## Офицер Российской императорской армии
Воинскую службу в Российской императорской армии начал в составе 90-го Онежского полка. Участвовал в Первой мировой войне как офицер российской армии, состоял при командире 1-й бригады 23-й пехотной дивизии. С октября 1915 командирован в оперативный отдел штаба 11-й армии, а с марта 1916 находился при штабе 6-й армии. Во время революционных событий 1917 года был начальником штаба Морской крепости Петра Великого. Принимал участие в боях на Галицком и Румынском фронтах против австро-венгерских войск.

## Эстонский военачальник
С 1918 служил в эстонских воинских частях, до их расформирования в апреле 1918 был начальником штаба. В том же году нелегально организовал в Вирумаа военизированную организацию «Кайтселийт». Участвовал в Эстонской Освободительной войне: командовал пятым пехотным полком (на Вируском фронте до занятия Нарвы 19 января 1919), был начальником штаба первой дивизии, с апреля 1919 — начальником штаба третьей дивизии. Был руководителем оперативной группы во время войны с немецким ландесвером, сыграл важную роль в победе под Выну. С сентября 1919 — начальник штаба Вируского фронта.
Награждён Крестом Свободы первого класса второй степени — за военные заслуги, второго класса второй и третьей степени — за храбрость (единственный генерал среди трижды кавалеров ордена). Кавалер Ордена Белой звезды 1 степени. 
С 1921 — руководитель курсов Генерального штаба и инспектор военных учебных заведений. В 1923—1925 учился в Высшей военной школе во Франции.
В 1925—1926 и 1934—1939 — начальник Генерального штаба Вооружённых сил Эстонии.
В 1926 и 1928—1934 — командир второй дивизии.
В 1927—1928 — министр обороны, в 1939—1940 — военный министр.
В 1930-е годы выступал за снос православного собора св. Александра Невского в Таллине, что вызвало возмущение русской общины страны.
После заключения договора о ненападении между Германией и Эстонией,  при посещении высокопоставленных немецких военных (Франц Гальдер и Вильгельм Канарис) заявлял, что Эстония может содействовать Германии в установлении контроля над морем, в том числе в минировании Финского залива против советских военных кораблей.
Автор работ по военной истории, стратегии и тактике.

## Арест и гибель
12 марта 1941 года арестован органами НКВД в своём доме в Меривялья и заключён в таллинскую тюрьму. Его сокамерник, русский театральный деятель в Эстонии Степан Рацевич, даёт такой портрет генерала: 

Высокого роста, не успевший в тюрьме похудеть и потому с намеком на полноту, он выглядел хорошо сохранившимся мужчиной. Высокий лоб, выразительные губы, нос с ярко очерченными ноздрями обнаруживали в нём волевого, мужественного человека. О себе говорить не любил. Больше прислушивался к разговорам окружающих. Не следовал примеру других, которые после возвращения с допросов делились впечатлениями. На прогулку выходил, как военный человек, привыкший к дисциплине, строго подтянутым, в чистых высоких сапогах, галифе, военной гимнастерке, конечно без погон и знаков отличия.

В августе 1941 года был отправлен в Соликамский Усольлаг, где после допросов расстрелян 8 мая 1942 года.

## Увековечение памяти
Кенотаф на Таллинском военном кладбище, барельеф в вестибюле гостиницы «Барклай» в Тарту, имя на мемориальной доске в Ториской церкви (Тори), на доме Стенбока и в часовне кавалеров Ордена Трёх звёзд Братского кладбища в Риге.

## Семья
Дочери: Лариса (1914–1921) и Тийу (1928–1943, депортирована в 1941 году).